# Caitlin Gregg
Pour les articles homonymes, voir Gregg.
Caitlin Gregg, née Compton le 7 novembre 1980 à New York, est une fondeuse et biathlète américaine.

## Biographie
Active au niveau compétitif depuis 2001, elle fait dans la Coupe du monde de ski de fond en 2009. Elle a disputé les Championnats du monde en 2007, 2009, 2015 et 2017, remportant la médaille de bronze en 2015 à Falun, sur le 10 km libre. En 2010, elle honore sa première sélection olympique à Vancouver, terminant sixième du sprint par équipes avec Kikkan Randall notamment.
En Coupe du monde, elle signe son meilleur résultat en février 2010 à Canmore, avec le 14e rang au dix kilomètres libre, soit aussi son premier résultat dans le top 30.
Malgré sa non-sélection pour les Jeux olympiques d'hiver de 2018, elle continue sa carrière sportive et devient mère de son premier enfant avec son mari Brian Gregg.
Elle remporte l'American Birkebeiner en 2011, 2013, 2014, 2016 et 2018, soit un record de cinq victoires.
Durant la saison 2007-2008, elle s'essaie au biathlon au niveau international, prenant part notamment aux Championnats du monde 2008 à Östersund, se classant notamment 37e de l'individuel.

## Palmarès en ski de fond

### Jeux olympiques d'hiver
| Épreuve / Édition | Sprint                           | Sprint    | 10 km | 10 km                            | Poursuite 2 × 15 km | 30 km | Relais | Relais    |
| Épreuve / Édition | libre                            | classique | libre | classique                        | Poursuite 2 × 15 km | 30 km | Sprint | 4 × 10 km |
| JO 2010 Vancouver | Épreuve inexistante à cette date | —         | 30e   | Épreuve inexistante à cette date | 42e                 | —     | 6e     | 11e       |

Légende :
- : pas d'épreuve
- — : non disputée par Gregg

### Championnats du monde
Elle a remporté une médaille de bronze au dix kilomètres libre en 2015 lors de sa troisième participation à l'événement. Jamais dans les dix premières d'une épreuve au niveau international, elle finit sur son premier podium mondial derrière Charlotte Kalla, qui s'impose largement, et sa compatriote Jessica Diggins. Ayant réussi à adapter leurs skis aux conditions neigeuses, Diggins et Gregg sont les premières Américaines à occuper deux marches d'un podium de grand championnat.
| Épreuve / Édition     | Sprint                           | Sprint                           | 10 km                            | 10 km                            | Poursuite / Skiathlon 2 × 7,5 km | 30 km | Relais | Relais   |
| Épreuve / Édition     | libre                            | classique                        | libre                            | classique                        | Poursuite / Skiathlon 2 × 7,5 km | 30 km | Sprint | 4 × 5 km |
| Mondiaux 2007 Sapporo | Épreuve inexistante à cette date | —                                | 60e                              | Épreuve inexistante à cette date | —                                | DNF   | —      | 14e      |
| Mondiaux 2009 Liberec | —                                | Épreuve inexistante à cette date | Épreuve inexistante à cette date | —                                | 58e                              | 47e   | —      | 13e      |
| Mondiaux 2015 Falun   | Épreuve inexistante à cette date | —                                | Médaille de bronze, monde        | Épreuve inexistante à cette date | —                                | —     | —      | —        |
| Mondiaux 2017 Lahti   | —                                | Épreuve inexistante à cette date | Épreuve inexistante à cette date | —                                | -                                | 35e   | —      | -        |

Légende :
- : troisième place, médaille de bronze
- : pas d'épreuve
- — : non disputée par Caitlin Gregg
- DNF : abandon

### Coupe du monde
- Meilleur classement général : 73e en 2016.
- Meilleur résultat individuel : 14e place.

#### Classements par saison
| Saison    | Classement général final | Classement distance |
| 2009-2010 | 94e                      | 67e                 |
| 2014-2015 | 99e                      | 67e                 |
| 2015-2016 | 73e                      | 46e                 |

### Championnats des États-Unis
- Championne sur cinq kilomètres en 2008 et 2009.
- Championne sur vingt kilomètres en 2014.
- Championne sur dix kilomètres libre en 2015 et 2017.
- Championne sur trente kilomètres en 2015.

## Palmarès en biathlon

### Championnats du monde
| Édition / Épreuve | Individuel | Sprint | Poursuite | Mass start | Relais | Relais mixte |
| ----------------- | ---------- | ------ | --------- | ---------- | ------ | ------------ |
| Östersund 2008    | 37e        | 70e    | -         | -          | 18e    | -            |